# Nordhusia
Nordhusia, auch Northusia, ist eine Unterwasserstadt im Sundhäuser See bei Nordhausen, die vom Tauchsportzentrum „Actionsport“ Nordhausen 2011 angelegt wurde.
Die Unterwasserstadt in einer Tiefe von ca. 13 Metern unter dem Wasserspiegel auf dem Grund des Sundhäuser Sees ist der freien Reichsstadt Nordhausen nachempfunden. Dazu zählen ein Stück Stadtmauer mit einer Länge von 15 Metern und ca. 2 Meter Höhe mit Turm und Stadttor. Daneben befindet sich ein Friedhof mit mehreren Grabsteinen und einem offenen Grab. Von den Häusern stehen zwei aus Fachwerk, in deren Inneren sich auch geschnitzte hölzerne Figuren befinden. Türe, Fenster und Dächer sind offen, so dass die Häuser von erfahrenen Tauchern durchtaucht werden können.
Als Besonderheit kam 2013 die erste Unterwasserkirche Deutschlands mit Glocke hinzu mit einer Grundfläche von 10 × 10 Metern. Sie wurde während eines Gottesdienstes Johannes dem Täufer geweiht.
Im Rahmen der Aktion Kunst Im See wurden im Mai 2019 sieben Betonfiguren in ca. 10 m Tiefe versenkt, die von den Tauchern unter Wasser besichtigt werden können.
Jährlich wird der Sundhäuser See von bis zu 10.000 Tauchsportlern besucht.